# 蕭誦
蕭誦（490年代—501年），中國南北朝之齐朝太子，萧宝卷的儿子。

## 母
淑仪黄氏，萧宝卷的妃嫔，封为淑仪、贵嫔，因生萧诵而死。

## 生平
永元元年（499年），萧宝卷立蕭誦为太子。由萧宝卷的贵妃潘玉儿抚养。永元三年（501年），萧衍以宣德太后王宝明的名义，追废萧宝卷为东昏侯，皇后褚令璩以及太子萧诵并黜为庶人，齐亡萧诵被害。